# معركة برلين (حملة سلاح الجو الملكي البريطاني)
معركة برلين (من نوفمبر 1943 إلى مارس 1944) سلسلة من الهجمات على برلين من قِبل قيادة القاذفات التابعة لسلاح الجو الملكي. تعرضت مدن ألمانية أخرى لهجوم للحفاظ على دفاعات الألمانية مشتتة. قاد الحملة قائد المارشال الجوي، السير آرثر هاريس، قائد القوات الجوية البريطانية في قيادة المهاجم الجوي AOC-in-C، الذي اعتقد «يمكننا تدمير برلين من النهاية إلى النهاية إذا جاءت القوات الجوية الأمريكية معنا. سيكلفنا ما بين 400 و500 طائرة. سيكلف ألمانيا الحرب».  
هناك العديد من الهواء الأخرى غارات على برلين من قبل سلاح الجو الملكي البريطاني، و سلاح الجو الأمريكي القوة الجوية الثامنة والقاذفات السوفياتية. مُنح سلاح الجو الملكي شرف معركة قصف برلين بواسطة طائرات من قاذفة القنابل من عام 1940 إلى عام 1945. 

## الحواشي
1. ↑  Oakman 2004.
2. ↑  Brown 1999.
3. ↑  Grayling 2006.
4. ↑  RAFS 2004f.